# Aspidophoroides
Aspidophoroides – rodzaj morskich ryb skorpenokształtnych z rodziny lisicowatych.

## Klasyfikacja
Gatunki zaliczane do tego rodzaju:
- Aspidophoroides monopterygius
- Aspidophoroides olrikii